# جوزف مارتینلی
جوزف مارتینلی (انگلیسی: Josef Martinelli؛ زادهٔ ۱۹ مارس ۱۹۳۶) بازیکن فوتبال اهل آلمان است.
از باشگاه‌هایی که در آن بازی کرده‌است می‌توان به باشگاه فوتبال آلمانیا آخن و باشگاه فوتبال رودا جی‌سی کرکراد اشاره کرد.